# 49e méridien ouest
En géographie, le 49e méridien ouest est le méridien joignant les points de la surface de la Terre dont la longitude est égale à 49° ouest.

## Géographie

### Dimensions
Comme tous les autres méridiens, la longueur du 49e méridien correspond à une demi-circonférence terrestre, soit 20 003,932 km. Au niveau de l'équateur, il est distant du méridien de Greenwich de 5 455 km,.
Avec le 131e méridien est, il forme un grand cercle passant par les pôles géographiques terrestres.

### Régions traversées
En commençant par le pôle Nord et descendant vers le sud au pôle Sud, Le 49e méridien ouest passe par:
| Coordonnées          | Pays, territoire ou mer | Notes |
| -------------------- | ----------------------- | --- |
| 90° 00′ N, 49° 00′ O | Océan Arctique          | |
| 83° 40′ N, 49° 00′ O | Mer de Lincoln          | |
| 82° 26′ N, 49° 00′ O | Groenland               | Péninsule Wulff (en) |
| 61° 24′ N, 49° 00′ O | Océan Atlantique        | |
| 0° 08′ S, 49° 00′ O  | Brésil                  | Pará — île Marajó et le continent Tocantins — à partir de 6° 46′ S, 49° 00′ O Goiás — à partir de 12° 45′ S, 49° 00′ O Minas Gerais — à partir de 18° 21′ S, 49° 00′ O São Paulo — à partir de 20° 09′ S, 49° 00′ O Paraná — à partir de 24° 40′ S, 49° 00′ O Santa Catarina — à partir de 26° 01′ S, 49° 00′ O |
| 28° 41′ S, 49° 00′ O | Océan Atlantique        | |
| 60° 00′ S, 49° 00′ O | Océan Austral           | |
| 77° 20′ S, 49° 00′ O | Antarctique             | Liste des territoires revendiqués à la fois par l' Argentine et le Royaume-Uni (Territoire antarctique britannique) |